# 車費卡
車費卡（阿拉伯语：‎）是阿聯酋杜拜境內的一張智能卡，可用於杜拜所有公共交通，2009年首次發行。車費卡系統由香港八達通卡有限公司開發。
車費卡目前每日有超過150萬次交易，包括乘客進出地鐵站、乘搭巴士、支付停車費和增值。2012年，杜拜道路交通局製造了超過500萬張車費卡。
2013年6月，車費卡獲得2013年中東智能卡獎的最佳預付卡。